# 譜第
谱代家臣，又稱譜第家臣，是指，数代侍奉同一个领主家族的家臣。日本谱代家臣的制度起源于镰仓幕府。谱代家臣较一般家臣更為大名所信赖。

## 在游戏之中的谱代家臣
在《信长之野望·革新》中，谱代家臣可将家臣分封至分城，使其成为谱代家臣。谱代家臣不领薪水，无忠诚度。可视能力提高分城所属地区的各项政务。